# Нури, Асан
Асан Нури  (1857, Ай-Василь — 1903, Галац) — крымскотатарский общественной деятельность, революционер, издатель.

## Биография
Родился в 1857 году (по другим данным в 1838 году) в деревне Ай-Василь.
В 1860-е годы Нури отправляют в Османскую империю для получения образования. В Стамбуле он оканчивает школу дарил-маариф, а затем учится в университете. Работал в надзорном ведомстве. Кроме крымскотатарского и турецкого языков, владел русским, французским, немецким, персидским и арабским. Благодаря знанию языков устраивается на работу в Министерство иностранных дел Османской империи. Работал с Мидхат-пашой. В это же время женится на Джезире.
Участвовал в свержении султана Азиза в 1876 году. Затем, принял участие в организации покушения на султана Абдульхамида. Был приговорён к смертной казни, после чего переехал в Европу, а 1879 году (по другим данным в 1881 году) вернулся в Крым.
В Бахчисарае познакомился с Исмаилом Гаспринским. Для борьбы с российской властью вместе с Гаспринским организовал журнал «Тонгъуч». Под названием «Шефакъ» («Заря») и «Нешрият исмаилие» журнал издавался в Тифлисе. В 1883 году был начат выпуск газеты «Терджиман» на русском и крымскотатарском языках.
В родной деревне Ай-Василь Нури открыл школу, после чего переехал в Гаспру, а затем в Ялту. В Ялте открыл курсы, где вёл среди учащихся национальную пропаганду. За данную деятельность курсы закрыли, а Нури запретили вести педагогическую деятельность.
В 1892 году отпечатывает и занимается распространением 10 тысяч прокламаций «Неджат» («Освобождение») в типографии Гаспринского. За это его арестовывает полиция и передаёт дело в суд. Друг Гаспринского — Сулейман Аджи из деревни Сараймен, даёт взятку начальнику полиции, после чего дело в отношении Нури было закрыто. Нури живёт под псевдонимом Георгий Гессен. Вновь за ведение агитации его арестовывают в Евпатории, после чего отправляют в ялтинскую тюрьму. На свободу он выходит под подписку о невыезде. В Ялте Асан Нури открыл кофейню в здании городской думы.
В 1898 году в Алупке организовал и возглавил подпольное общество «Неджат». Секретарём стал Асан Сабри Айвазов. Члены «Неджата» хотели создать на полуострове независимую нейтральную республику под протекторатом стран Европы.
Готовя к изданию свои мемуары, узнаёт, что после свержения султана Абдул-Хамида была объявлена амнистия. Нури отправляется в Стамбул, чтобы забрать семью в Крым. В 1903 году умирает по дороге в городе Галац.